# اقتراض لفظي
|  |

اقتراض لفظي الاقتراض عند اللغويين هو أخذ القرض وهو اسم جامع لما تأخذه اللغة من غيرها، من كلمات وأوزان وحروف ومعان وغيرها، وتسمى المقترضات.
الاقتراض الخلفي والاقتراض الشبهي نوعان منه، يراد بالأول اقتراض اللغة لكلمة سبق أن اقترضت منها، وبالثاني توليد ألفاظ في لغة معينة تشبه ألفاظ لغة أخرى.
الاقتراض التعبيري والاقتراض النحوي صنفان من الاقتراض آخران؛ فأما الأول فنقل اللغة عبارات غيرها وكناياتها واصطلاحاتها على صورتها، وأما الثاني فترجمة الجمل والعبارات بدون تغيير بنيتها النحوية.

## أنواعه
الاقتراض بحسب الداعي نوعان:

### اقتراض الحاجة
اقتراض الحاجة أن يقترض اللفظ عند تكون الحاجة إليه بينة، بأن لا يتبين له لفظ أثيل ومقابل مناسب. وهو حال كثير من الكلمات العربية المولدة.

### اقتراض الترف
اقتراض الترف أن يقترض اللفظ بلا مسوغ حتى بوجود سبيل آخر للتعبير عن معناه، إلا إبانة ما للفظ الحبري من «سمعة». وهو حال كلمات عربية منها التلفزيون للمرناة والراديو للمذياع.

## أقسامه
الاقتراض ضروب كثيرة تجدر الإشارة إلى ثلاثة منها:
الأخذ والكلمات المأخوذة شقان: الكلمات الأجنبية والكلمات المقترضة (المتمثلة).
الإبدال الجزئي أو الترجمة الجزئية ويقصد به إبقاء الجزء من اللفظ المقترض على حاله وإبدال الجزء الآخر بترجمة أو نحوها. وتسمى الكلمة المأخوذة بهذه الصورة مقترضة جزئية.
الإبدال الكلي ويكون بالتوليد وبالترجمة وما إليهما.

## فروعه

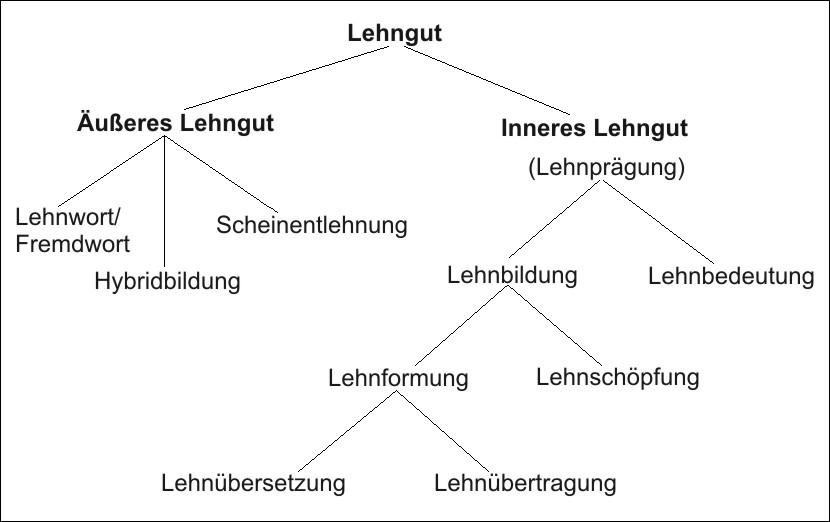
تقسيم (1959) فرنر بتس للمقترضات، جعلها فيه على قسمين: المقترضات الداخلية والمقترضات الخارجية

تقسيم الاقتراض وأقسام المقترضات
|  | كلمة أجنبية        |
|  |                    |
|  | كلمة مقترضة متمثلة |
|  |                    |

| التشكيل الاقتراضي | \| \| الترجمة الاقتراضية \| \| \| \| \| \| التصيير الاقتراضي \| \| \| \| |
|                   | \| \| الترجمة الاقتراضية \| \| \| \| \| \| التصيير الاقتراضي \| \| \| \| |
|                   | التكوين الاقتراضي                                                        |
|                   |                                                                          |
|                   | الترجمة الاقتراضية                                                       |
|                   |                                                                          |
|                   | التصيير الاقتراضي                                                        |
|                   |                                                                          |

|  | الترجمة الاقتراضية |
|  |                    |
|  | التصيير الاقتراضي  |
|  |                    |

| التشكيل الاقتراضي | \| \| الترجمة الاقتراضية \| \| \| \| \| \| التصيير الاقتراضي \| \| \| \| |
|                   | \| \| الترجمة الاقتراضية \| \| \| \| \| \| التصيير الاقتراضي \| \| \| \| |
|                   | التكوين الاقتراضي                                                        |
|                   |                                                                          |
|                   | الترجمة الاقتراضية                                                       |
|                   |                                                                          |
|                   | التصيير الاقتراضي                                                        |
|                   |                                                                          |

|  | الترجمة الاقتراضية |
|  |                    |
|  | التصيير الاقتراضي  |
|  |                    |

|  | كلمة أجنبية        |
|  |                    |
|  | كلمة مقترضة متمثلة |
|  |                    |

| التشكيل الاقتراضي | \| \| الترجمة الاقتراضية \| \| \| \| \| \| التصيير الاقتراضي \| \| \| \| |
|                   | \| \| الترجمة الاقتراضية \| \| \| \| \| \| التصيير الاقتراضي \| \| \| \| |
|                   | التكوين الاقتراضي                                                        |
|                   |                                                                          |
|                   | الترجمة الاقتراضية                                                       |
|                   |                                                                          |
|                   | التصيير الاقتراضي                                                        |
|                   |                                                                          |

|  | الترجمة الاقتراضية |
|  |                    |
|  | التصيير الاقتراضي  |
|  |                    |

| التشكيل الاقتراضي | \| \| الترجمة الاقتراضية \| \| \| \| \| \| التصيير الاقتراضي \| \| \| \| |
|                   | \| \| الترجمة الاقتراضية \| \| \| \| \| \| التصيير الاقتراضي \| \| \| \| |
|                   | التكوين الاقتراضي                                                        |
|                   |                                                                          |
|                   | الترجمة الاقتراضية                                                       |
|                   |                                                                          |
|                   | التصيير الاقتراضي                                                        |
|                   |                                                                          |

|  | الترجمة الاقتراضية |
|  |                    |
|  | التصيير الاقتراضي  |
|  |                    |

### اقتراض الكلمات
الكلمة المقترضة كل كلمة أخذتها لغة ما من لغة أخرى وتكلم بها أهلها على نحو مغاير لصورتها الأصلية إلى حد ما. خلافها الكلمة الأثيلة وهي الأصيلة في اللغة المنقولة من أسلافها وإن حصل لها تغير لفظي أو معنوي مع مر الزمن.

#### كلمة أجنبية
الكلمة الأجنبية هي الكلمة التي دخلت في اللغة مع أنها لم تتغير وظلت على حالها أو تغير فيها الشيء القليل وبقيت معروفة الأصل. وتكون في العربية من الدخيل.

#### كلمة مقترضة متمثلة
الكلمة المقترضة المتمثلة هي الكلمة التي اقترضت وتغيرت لتلائم طبيعة اللغة التي اقترضتها فصارت من كلامها. وتكون في العربية من المعرب.

### التوليد الاقتراضي
التوليد الاقتراضي يقصد به إحداث كلمات جديدة، مولدة من مفاهيم أجنبية مقترضة.

#### اقتراض المعاني
اقتراض المعاني التوسع في معنى الكلمة لاحتواء مفهوم أجنبي جديد قادم من لغة أخرى يسمى معنى مقترضا.

#### اقتراض الصيغ
الصوغ الاقتراضي هو توليد معنى للكلمة جديد لمقابلة كلمة أجنبية، وترجمتها وفقا لها، شكلا لا مضمونا. وذلك كثيرا ما يفقد الكلمة معناها المعهود في مقابل معناها الجديد، ويحولها إلى منقول اصطلاحي؛ بخلاف اقتراض المعاني الذي يمكن من التوسع في معنى الكلمة مع استبقاء معناها الحقيقي القديم (الأصيل) ومعناها المجازي الجديد (المقترض).

##### التكوين الاقتراضي
التكوين الاقتراضي تعويض كلمة أجنبية بكلمة معهودة بناء على ترجمتها، ليس بترجمتها حرفيا وإنما بمقاربة معناها والتوسط بينها وبين الكلمة الأجنبية.

##### التشكيل الاقتراضي
التشكيل الاقتراضي ترجمة الكلمة بمقابلها المعنوي، وهو أقرب إلى الترجمة الحرفية.

###### التصيير الاقتراضي
التصيير الاقتراضي نوع من التشكيل الاقتراضي، يكون بترجمة جزء من الكلمة الأجنبية، وتقل معها قيود الترجمة بحيث لا لزوم فيها لمطابقة الأصل.

###### الترجمة الاقتراضية
الترجمة الاقتراضية نوع آخر من التشكيل الاقتراضي، المراد منه ترجمة جميع أجزاء الكلمة، جزء جزء.